# Anaerocolumna
Anaerocolumna es un género de bacterias grampositivas de la familia Lachnospiraceae. Fue descrito en el año 2016. Su etimología hace referencia a columna que no vive en el aire. Consiste en bacterias anaerobias estrictas, móviles y productoras de esporas. Pueden crecer de forma individual o en parejas. Catalasa negativa. Se han aislado de reactores metanógenos y de suelos. 